# Fizykalizm
Fizykalizm – pogląd filozoficzny, według którego wszystkie zjawiska (w tym psychiczne i biologiczne), a także pojęcia naukowe, dają się sprowadzić do pojęć z zakresu fizyki.
Nie zaprzecza on, że w świecie istnieje wiele zjawisk, które po zbyt pobieżnej analizie mogą wyglądać na niefizyczne, ale wszystkie one okazują się wyłącznie fizycznego charakteru. Dzięki temu nie wykracza się poza stwierdzanie jedynie ściśle mierzalnych i sprawdzalnych faktów, fakty o pseudo-niefizycznym charakterze należy badać dotąd, aż znajdzie się racjonalne, mierzalne, potwierdzalne w rzeczywistości fizycznej prawdziwe wyjaśnienie.
Fizykalizm nie zaprzecza możliwości istnienia subiektywnego przekonania o posiadaniu duszy, ale twierdzi, iż nośnik tego przekonania (mózg), podobnie jak i samo to przekonanie, są analizowalne za pomocą fizyki, czyli superweniują na fizyce.

## Rozwój
Pojęcie fizykalizmu zostało określone w pierwszej połowie dwudziestego wieku w serii esejów Otto Neuratha i Rudolfa Carnapa. Fizykalizm był ważną częścią programu krytyki metafizyki – logicznego empiryzmu. Jego celem było stworzenie wspólnego języka nauki, w którym treść empiryczna mogłaby wyrażać pojęcia wszystkich nauk doświadczalnych. Motywacją tego programu było zapewnienie międzypodmiotowości nauki oraz zniwelowanie przepaści pomiędzy naukami humanistycznymi i przyrodniczymi.
Ze względu na logiczny empiryzm reprezentujący metodyczny neutralizm nie można było zbudować żadnych ontologicznych wypowiedzi z użyciem języka fizykalnego. Ontologiczne pytania postrzegane były, jak wszystkie metafizyczne zdania, jako pozorne problemy, od których nauka powinna się uwolnić. W zasadzie według Carnapa można na przykład zastosować także fenomenalistyczny język jako podstawę nauk fizycznych, dopóty, dopóki jego struktura pozostaje dokładnie określona, tak że możliwa jest jego przekładalność. Wybór języka fizykalistycznego miał praktyczne ugruntowanie, ponieważ w takim języku umieszczone są już intersubiektywizm, a przede wszystkim intersensualizm. Wybór fizykalistycznego języka nie wymaga użycia redukcjonizmu – naczelnej zasady nauk przyrodniczych, lecz tylko wyrażalności w tym języku wszystkich pojęć nauk fizycznych.